# A Long March: The First Recordings
A Long March: The First Recordings è una compilation del gruppo metalcore As I Lay Dying pubblicato nel 2006 dalla Metal Blade Records.
La raccolta contiene la ri-registrazione e le versioni originali delle canzoni contenute nello split album con gli "American Tragedy" e del primo album della band, Beneath the Encasing of Ashes, ed è stata pubblicata perché pare che la band sia stata "stanca di vedere "Beneath the Encasing of Ashes" venduta a prezzi non ragionevoli (più di 90 dollari su eBay".
L'album ha raggiunto la 129ª posizione della Billboard top 200 e la 5ª della classifica degli album indipendenti.

## Tracce
1. Illusions – 4:07
2. The Beginning – 3:29
3. Reinvention – 5:00
4. The Pain of Separation – 2:57
5. Forever – 4:45
6. Beneath the Encasing Of Ashes – 2:48
7. Torn Within – 1:46
8. Forced to Die – 2:42
9. A Breath in the Eyes of Eternity – 2:57
10. Blood Turned to Tears – 1:37
11. The Voices That Betray Me – 2:57
12. When This World Fades – 2:31
13. A Long March – 1:56
14. Surrounded – 0:51
15. Refined By Your Embrace – 1:44
16. The Innocence Spilled – 3:37
17. Behind Me Lies Another Fallen Soldier – 4:12
18. Illusions – 3:55
19. The Beginning – 2:47
20. Reinvention – 4:56
21. The Pain of Separation – 2:49
22. Forever – 4:10

## Formazione
- Tim Lambesis - voce
- Jordan Mancino - batteria
- Phil Sgrosso - chitarra
- Nick Hipa - chitarra
- Clint Norris - basso